# Crissy Ahmann-Leighton
Christine Ahmann-Leighton, detta Crissy (Yankton, 20 maggio 1970), è un'ex nuotatrice statunitense.

## Palmarès
Olimpiadi
- 3 medaglie:
  - 2 ori (staffetta 4x100 metri stile libero a Barcellona 1992, staffetta 4x100 metri misti a Barcellona 1992)
  - 1 argento (100 metri farfalla a Barcellona 1992).

Mondiali
- 1 medaglia:
  - 1 oro (staffetta 4x100 metri misti a Perth 1991).

Giochi PanPacifici
- 2 medaglie:
  - 1 oro (staffetta 4x100 metri misti a Edmonton 1991)
  - 1 argento (100 metri farfalla a Edmonton 1991).